# Adriana Quiroz Gallegos
Adriana Belinda Quiroz Gallegos (Guadalupe, Nuevo León, 6 de abril de 1984) es una política mexicana, miembro del partido Movimiento Regeneración Nacional (Morena). Es diputada federal para el periodo de 2024 a 2027.

## Biografía
Es licenciada en Derecho por la Universidad Autónoma de Nuevo León (UANL) y cuenta estudios de diplomado de Inducción al Buen Gobierno. De 2010 a 2013 fue jueza calificador en la dirección jurídica, y en 2012 coordinadora de programas de Desarrollo Humano en la dirección de Parques, ambos del municipio de Monterrey.
De 2013 a 2014 laboró en la asociación «Comprometidos por Guadalupe», y de 2014 a 2017 ejerció su profesión de forma particular en despacho jurídico propio. De 2017 a 2018 fue subdirectora Jurídica y de Acceso a la Información Pública de la secretaría de Seguridad Pública de Tamaulipas, de 2018 a 2023 fue presidenta en Nuevo León del movimiento social «Ruta 5».
En 2020 ingresó al Servicio de Protección Federal de la Secretaría de Seguridad y Protección Ciudadana y en donde fue de 2020 a 2021 sundirectora de Doctrina, Disciplina y Especialización, y de 2021 a 2022 comisionada de Inspección y Vigilancia de la región 3 zona noreste. De 2023 a 2024 fue enlace nacional del Colegio Nacional de Educación Profesional Técnica (CONALEP).
En las elecciones federales de 2024 fue postulada candidata de la coalición Sigamos Haciendo Historia a diputada federal por el Distrito 8 de Nuevo León; resultó elegida al recibir el 42.10% de los votos, superando el 32.11% de María de Jesús Aguirre Maldonado candidata de la coalición Fuerza y Corazón por México, quien buscaba la reelección en el cargo. Elegida la para LXVI Legislatura de 2024 a 2027, y en la que es secretaria de las comisiones de Comunicaciones y Transportes; de Gobernación y Población; y, Jurisdiccional; además de integrante de la comisión de Energía.
En marzo de 2025 destacó por ser la única mujer integrante de la comisión Jurisdiccional al momento de que esta recibió la solicitud de desafuero del diputado Cuauhtémoc Blanco, acusado de abuso sexual, el día 25, al ser discutido en el pleno de la Cámara la solicitud de desafuero y mientras hacía uso de la palabra, llamó a Cuauhtémoc Blanco a hacer uso de la palabra cediendo su turno y respaldándolo junto con otras diputadas.